# Tribunal des affaires de sécurité sociale
Pour les articles homonymes, voir TASS.
En France, les tribunaux des affaires de sécurité sociale (TASS) sont, de 1985 à 2018, des juridictions d'exception chargées de régler les litiges entre les particuliers et la Sécurité sociale. Ils assuraient ce que l'on appelait le « contentieux général de la sécurité sociale ». Cette juridiction a été supprimée le 1er janvier 2019, remplacée par le « pôle social » de tribunaux spécialement désignés par décret.

## Histoire
Les TASS étaient les héritiers des commissions de première instance de sécurité sociale et des commissions régionales d'appel. Après la réforme judiciaire du 22 décembre 1958, seule la commission de première instance a été conservée, et les appels ont été portés devant la cour d'appel. La loi no 85-10 du 3 janvier 1985 a donné à ces tribunaux leur intitulé de « tribunal des affaires de sécurité sociale ».
L'article 12 de la loi du 18 novembre 2016 de modernisation de la justice du XXIe siècle a supprimé cette juridiction le 1er janvier 2019. Le contentieux est alors traité par des tribunaux de grande instance spécialement désignés, au sein de pôles sociaux.
Le 1er janvier 2020, les tribunaux de grande instance ont été supprimés pour devenir les « tribunaux judiciaires ». Ce qui était « le TASS » a donc pour successeur le « pôle social » du tribunal judiciaire. À cette même date, les notions de « contentieux général de la sécurité sociale » et de « contentieux technique de la sécurité sociale » sont supprimées et sont remplacées par de nouveaux critères : « contentieux médical de la sécurité sociale » et « contentieux non médical de la sécurité sociale ».

## Compétence

### Compétences d'attribution
Le tribunal des affaires de la sécurité sociale jugeait les conflits entre les organismes de sécurité sociale (URSSAF, CAF, CPAM, CNAM, CNAV, CARSAT, MSA, CANSSM, CAMIEG, RSI, etc.) et les assurés sociaux et cotisants (salariés ou travailleurs indépendants), ainsi qu'entre les organismes de sécurité sociale et les professionnels de santé. 
Les litiges portaient essentiellement sur : 
- l'affiliation (inscription à une caisse de sécurité sociale) ;
- le calcul et le recouvrement des cotisations de sécurité sociale ;
- les prestations familiales (allocations familiales…) ;
- les prestations versées en cas de maladie, maternité (remboursement des frais médicaux…) ;
- les prestations liées à la retraite (régime de base obligatoire de l'assurance-vieillesse des salariés et travailleurs indépendants) ;
- les prestations versées au titre de la législation sur les accidents du travail et les maladies professionnelles ;
- les prestations versées au titre du capital-décès de la sécurité sociale ;
- la reconnaissance de la faute inexcusable de l'employeur.

En revanche, il n'était pas compétent pour juger : 
- les infractions pénales prévues et réprimées par le code de la sécurité sociale (qui relèvent des seules juridictions répressives) ;
- les contentieux liés aux retraites complémentaires (compétence de la justice civile) ;
- les contentieux liés à l'assurance-chômage ;
- le contentieux technique (taux d'incapacité, état d'invalidité, etc.) ou de la tarification (taux de cotisations accidents du travail applicable à un employeur) qui relève d'autres juridictions de sécurité sociale (tribunal du contentieux de l'incapacité…).

### Compétence territoriale
Le tribunal des affaires de la sécurité sociale se trouvait, en principe, au siège d'un tribunal de grande instance.
La compétence territoriale était déterminée par le domicile du bénéficiaire (assuré social, allocataire, pensionné) ou de l'employeur (cotisant), qu'il soit demandeur ou défendeur, ou par le siège de l'organisme défendeur en cas de conflit entre organismes, avec quelques cas spécifiques :
- par le lieu de l'accident ou domicile de l'accidenté (au choix de l'accidenté) en cas d'accident du travail non mortel ;
- par le dernier domicile de l'accidenté en cas d'accident du travail mortel ;
- par la résidence du bénéficiaire en cas de différend entre celui-ci et l'employeur ;
- par le lieu de l'établissement de l'employeur en cas de différend sur des questions relatives à l'affiliation et aux cotisations des travailleurs salariés ;
- par le lieu de l'établissement concerné de l'entreprise de travail temporaire pour les litiges relevant des accidents du travail et maladie professionnelle ;
- par le lieu du siège de l'organisme de recouvrement auprès duquel l'employeur verse ses cotisations et contributions sociales pour les entreprises de plus de deux mille salariés ou listées par arrêté ministériel.

## Composition
Le tribunal était une juridiction échevinale et paritaire composée : 
- d'un magistrat professionnel, président (qui est juge au tribunal de grande instance dans le ressort duquel le tribunal a son siège) ;
- de deux assesseurs non professionnels, désignés pour trois ans par le premier président de la cour d'appel sur présentation des organisations syndicales de salariés et d'employeurs des professions agricoles et non agricoles les plus représentatives, qui siègent de manière paritaire (un représentant des salariés et un représentant des employeurs).

Son secrétariat est assuré par un fonctionnaire de la direction régionale de la jeunesse, des sports et de la cohésion sociale (DRJSCS).
Le tribunal comprenait ainsi deux sections :
- une section dite « générale », composée outre du président, de deux assesseurs d'un régime non agricole (un salarié du régime général et un employeur ou un travailleur indépendant du commerce, de l'industrie ou des professions libérales) lorsque le contentieux concerne un justiciable relevant d'un régime non agricole ;
- une section dite « agricole », composée outre du président, de deux assesseurs issus du monde agricole (un salarié agricole et un exploitant agricole) lorsque le contentieux concerne un justiciable relevant du régime agricole.

## Saisine
Il était obligatoire d'adresser au préalable, par lettre recommandée avec accusé de réception, un courrier de contestation à la commission de recours amiable (CRA) de l'organisme de sécurité sociale dont la décision est contestée,.
En l'absence de réponse de cette commission dans le délai d'un mois (décision implicite de rejet), le plaignant pouvait saisir le TASS,. Cependant, la forclusion ne peut être opposée au plaignant que s'il a été informé clairement par l'organisme de sécurité sociale des délais et voies de recours.
Si le plaignant avait obtenu un accord partiel de la commission ou si sa requête était rejetée (décisions explicites), il pouvait porter le litige devant le TASS dans le délai de deux mois suivant la réception de la décision sous peine de forclusion,. 
La décision de la CRA devait être motivée conformément à la loi. Elle devait comporter, en particulier, les voies et délais de recours pour une contestation auprès du TASS. Dans le cas contraire, la forclusion ne saurait être opposée au plaignant,.
Avant l'expiration du délai, le plaignant pouvait :
- soit déposer une simple requête au greffe (secrétariat) du tribunal, accompagnée de la copie de la décision contestée ;
- soit lui adresser, par lettre recommandée avec accusé de réception, un courrier de contestation accompagné de la copie de la décision contestée.

## Déroulement de l'affaire
- La procédure était gratuite et sans frais mais le tribunal pouvait décider du paiement de droits, de frais d'expertise ou d'amendes[13].
- Le demandeur était convoqué par le secrétaire du tribunal, par lettre recommandée avec accusé de réception ou par remise de l'acte contre émargement ou récépissé, 15 jours au moins avant l'audience[14].
- Les parties pouvaient comparaître personnellement, se faire représenter ou se faire assister notamment par un avocat, leur conjoint, un ascendant ou descendant en ligne directe[15].
- La procédure était contradictoire. Le tribunal pouvait procéder à la mise en demeure des parties de produire tout justificatif et à la prescription d'une expertise, d'une enquête ou d'un complément d'instruction[16]
- La décision était notifiée aux parties par lettre recommandée avec accusé de réception.

## Recours
Pour les affaires dont le montant était inférieur à 4 000 euros, le tribunal jugeait en dernier ressort, c'est-à-dire que seule la voie de cassation est possible. 
Il était possible d'interjeter appel de la décision si elle portait sur un montant supérieur à 4 000 euros, ou encore lorsque la demande présentait un caractère indéterminé (par exemple un refus d'affiliation à une caisse, ou encore le défaut de validation d'un trimestre travaillé dans le calcul d'une pension de retraite) en adressant une déclaration par lettre recommandée au greffe de la cour d'appel dans le délai d'un mois suivant la notification de la décision. L'affaire était alors portée devant la chambre sociale de la cour d'appel, composée de trois magistrats professionnels.
Enfin, il était possible de former un pourvoi en cassation contre l'arrêt de la cour d'appel. C'était alors la deuxième chambre civile de la Cour de cassation (et non sa chambre sociale bien que la matière relève du champ de la sécurité sociale) qui statuait en dernier recours.